# ヒナガヤツリ
ヒナガヤツリ(Cyperus flaccidus R. Br.)は単子葉植物カヤツリグサ科カヤツリグサ属の植物である。

## 特徴

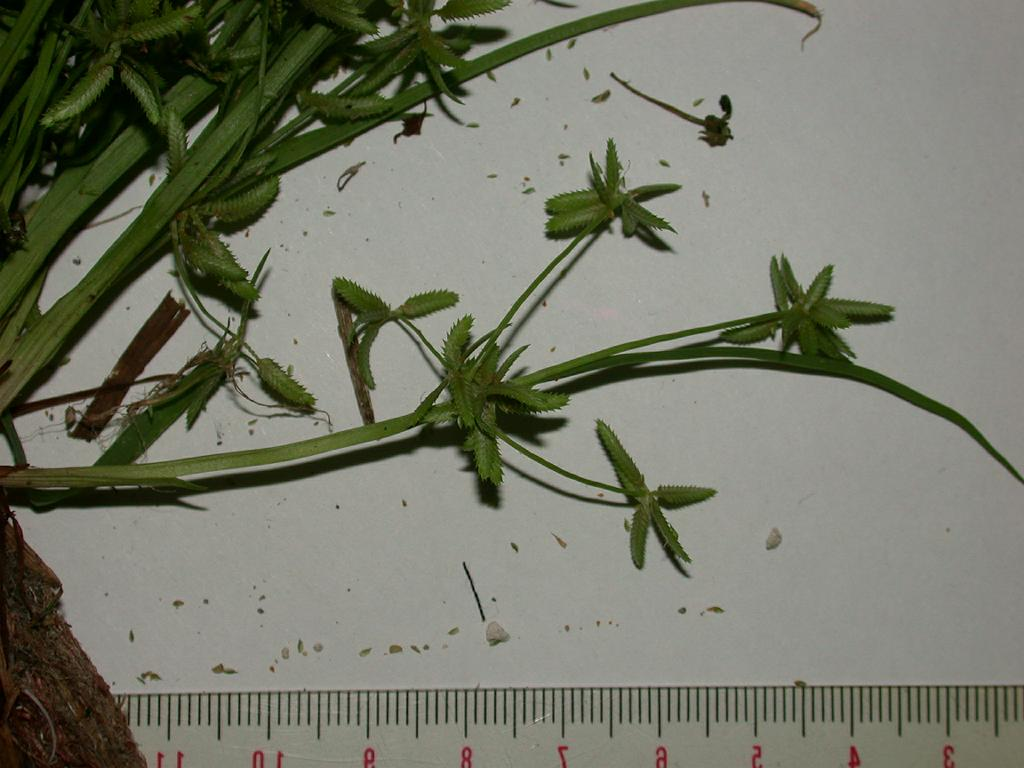
花序

背丈が低く、全体に柔らかい一年草である。背丈は10cmからせいぜい20cm程度。水田によく見られる。
地下茎はなく、根元で束になった多数の枝を出す。根出葉は偏平で柔らかく、やや斜めに伏せて出る。ただし数は少なく、花茎が増えてくるとその根元には鞘があっても葉身はほとんど発達しない例が多い。
花茎は斜めに出て、やや立つかあるいは伏せ、先端には一つの苞葉がつく。苞葉は長く、花茎の延長になっているが、偏平で、全体として細長い葉のようにも見える。
花序は花茎の先端、ただし苞葉がその延長になるので側面に出るように見える。小穂は数個が集まり、掌状に出るが、往々にして三個が十文字になる。そのような集まりがさらに数個、短い柄や長い柄の先につき、あるいはさらにそこから柄を出してその先にもつく。
小穂は長さ5-12mm、淡緑色、楕円形で非常に偏平。ただし鱗片の先端が小さく尖って反るので、周囲に細かいぎざぎざが並んだように見える。果実は倒卵形で三角形、柱頭は三裂。

## 生育環境と分布
湿ったところに出現する。背が低いので、開けた場所に生育するものである。特に、水田では稲刈り後に多数見られる。
日本では本州から九州に分布し、国外では朝鮮、中国、オーストラリアから知られる。

## 類似種
湿地に出るカヤツリグサ類としては特に小さい。同じく小柄なものにアオガヤツリなどがあるが、これらは小穂が偏平でなく、固まりになってつく。小柄で偏平な小穂をつけるものとしてはクグガヤツリがあるが、小穂が大きく、またより乾燥した場所にはえる。